# Шебашев, Виктор Евгеньевич
Виктор Евгеньевич Шебашев (19 ноября 1954, Йошкар-Ола — 22 ноября 2020, Йошкар-Ола) — российский учёный, ректор Поволжского государственного технологического университета (2017—2019), кандидат технических наук.

## Биография
Родился 19 ноября 1954 года в Йошкар-Оле. В 1977 году окончил машиностроительный факультет Марийского политехнического института им. М. Горького. С 1978 по 1983 годы был стажёром-исследователем Московского авиационного технологического института им. К. Циолковского, аспирантом Московского авиационного института им. С. Орджоникидзе. В 1983 году защитил диссертацию на соискание учёной степени кандидата технических наук.
С 1983 года работал в Марийском политехническом институте (ныне — Поволжский государственный технологический университет). Более 20 лет работал заведующим кафедрой начертательной геометрии и графики. В 2005 году стал первым проректором, с 2017 по 2019 годы был ректором Поволжского государственного технологического университета.
Участник работ по созданию космического корабля многоразового использования Буран.
Является автором 6 учебников, 7 учебных пособий и 215 научных и методических трудов.
Президент Федерации регби Республики Марий Эл (2010—2020).
Скончался 22 ноября 2020 года.

## Награды
- Заслуженный работник образования Республики Марий Эл (2000)
- Почётный работник высшего профессионального образования Российской Федерации
- Благодарность Президента Российской Федерации (2014)
- Медаль «За заслуги в развитии инженерного образования России»